# Accelerație liniară

Accelerația unui mobil (punct material în mișcare) este raportul dintre variația vectorului viteză ' și intervalul de timp în care se produce această variație. Acest raport reprezintă vectorul accelerație medie corespunzător intervalului de timp și el este răspunzător de variația atât a valorii cât și a direcției vectorului viteză ce are loc în acel interval de timp. Pentru găsirea valorii instantanee la momentul t este necesară trecerea raportului la limită când → 0, rezultatul este derivata temporală de ordinul întâi a vectorului viteză și este un vector care nu e tangent la traiectoria mișcării.

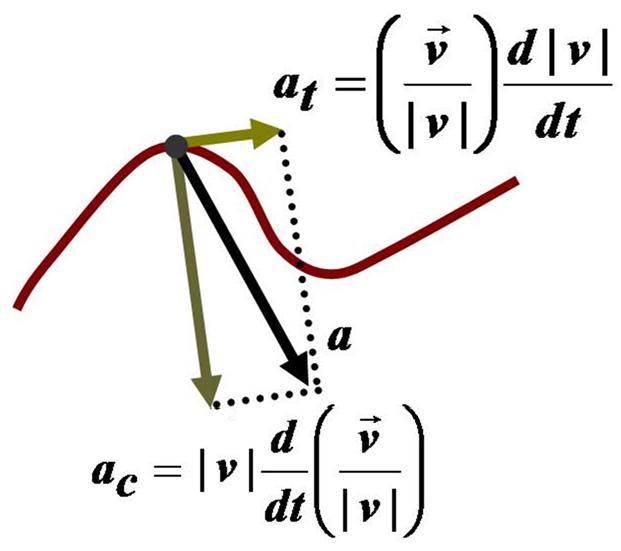
Componentele normale ale accelerației unei mișcări curbilinii plane: vectorul accelerație momentană este legat de punctul material aflat în mișcare pe o traiectorie oarecare (în general curbilinie) și este orientat spre interiorul curbei. Vectorul se poate descompune în două componente normale, numite și componentele intrinseci după direcția vectorului viteză, adică tangenta la traiectorie în punctul în care se află mobilul și pe direcția perpendiculară pe aceasta. Componenta tangențială, are același suport ca și vectorul viteză momentană, el produce variația valorii vitezei; componenta normală,, numită și accelerație centripetă are direcția razei de curbură locală a traiectoriei fiind orientată spre centrul de curbură, el are ca efect modificarea direcției vectorului viteză. În timpul mișcării, la orice moment de timp cele două componente sunt perpendiculare una pe cealaltă, putând să se modifice modulul lor.

Accelerația liniară sau uzual: accelerație, notată de regulă prin simbolul {\displaystyle {\vec {a}}}, este în fizică o mărime vectorială care reprezintă variația vectorului viteză liniară în unitatea de timp.
Este un vector legat, având punctul de aplicație în punctul material considerat. Ea are o componentă tangențială {\displaystyle {\vec {a}}_{t}}, numită accelerația tangențială și o componentă normală {\displaystyle {\vec {a}}_{c}}, numită accelerația centripetă. Mărimea fizică accelerație apare ca parametru al mișcării în ecuațiile diverselor tipuri de mișcări din cadrul cinematicii, dar și în expresia forței scrisă după legea a II-a a lui Newton.În cazul unei mișcări în care are loc scăderea valorii vitezei, pentru accelerație se folosește denumirea alternativă de decelerație, uneori întârziere (expresie învechită).
Accelerația se măsoară în SI în m/s2 (metru pe secundă la pătrat). În sistemul de unități de măsură CGS unitatea de măsură pentru accelerație este cm/s2 (centimetru pe secundă la pătrat), cunoscută și sub numele gal și folosită de exemplu în seismometrie. În unele aplicații accelerația se exprimă în raport cu accelerația gravitațională, g.
În mecanică se utilizează noțiunea de vectorul accelerație medie definită ca raportul dintre variația vectorului viteză și intervalul de timp în care se produce variația:
{\displaystyle {\vec {a}}_{m}={\frac {{\vec {v}}_{2}-{\vec {v}}_{1}}{t_{2}-t_{1}}}={\frac {\Delta {\vec {v}}}{\Delta t}}}
unde: {\displaystyle {\vec {a}}_{m}} este vectorul accelerație medie,{\displaystyle {\vec {v}}_{1}} și {\displaystyle {\vec {v}}_{2}} sunt vectorii viteză inițială și finală, {\displaystyle t_{1}} și {\displaystyle t_{2}} sunt momentele inițială și finală, {\displaystyle \Delta {\vec {v}}={\vec {v}}_{2}-{\vec {v}}_{1}} reprezintă vectorul variației vitezei, {\displaystyle \Delta t=t_{2}-t_{1}} intervalul de timp dintre cele două momente.
Pentru descrierea exactă a mișcării se utilizează vectorul accelerație instantanee sau momentane care reprezintă vectorul accelerației la un moment dat. Aceasta se definește ca limita finită la care tinde raportul dintre variația vectorului viteză și intervalul de timp, atunci când valoarea intervalului de timp tinde la zero, ceea ce corespunde derivatei de ordinul întâi în funcție de timp a vectorului viteză:
{\displaystyle {\vec {a}}=\lim _{\Delta t\to 0}{\frac {\Delta {\vec {v}}}{\Delta t}}={\frac {d{\vec {v}}}{dt}}={\dot {\vec {v}}}}
Ținând cont de faptul că vectorul viteză este la rândul său derivata de ordinul întâi a vectorului de poziție în funcție de timp: {\displaystyle {\vec {v}}={\frac {d{\vec {r}}}{dt}}}, prin înlocuirea acestei relații în formula de mai sus, se găsește că vectorul accelerație instantanee este derivata de ordinul doi a vectorului de poziție în funcție de timp:
{\displaystyle {\vec {a}}={\frac {d{\vec {v}}}{dt}}={\frac {d}{dt}}\left({\frac {d{\vec {r}}}{dt}}\right)={\ddot {\vec {r}}}}
Din punct de vedere matematic, vectorul accelerație liniară este o funcție vectorială de o variabilă reală independentă: {\displaystyle {\vec {a}}={\vec {a}}(t)}. Relația funcțională dintre vectorii accelerație, viteză și de poziție se scrie sub forma:
{\displaystyle {\vec {a}}(t)={\dot {\vec {v}}}(t)={\ddot {\vec {r}}}(t)}

## Noțiunea de accelerație
În mecanica clasică, starea de repaus relativ sau de mișcare rectilinie uniformă față de un sistem de referință inerțial sunt stări echivalente în acord cu legea întâi a mecanicii. Aceasta afirmă că un corp își păstrează una din aceste stări, atâta timp cât asupra lui nu acționează o forță externă. În cazul acțiunii unei forțe externe, starea dinamică a corpului față de un sistem de referință inerțial se modifică prin aceea că are loc modificarea în timp a vectorului viteză. Intensitatea modificării valorii și direcției vitezei trebuie raportat la valoarea intervalului de timp în care ele se produc. Pentru caracterizarea acestei intensități se introduce în studiul mișcărilor mecanice noțiunea de accelerație. Ea este intrinsec legată de forța care produce modificarea stării de mișcare prin legea a doua a mecanicii: {\displaystyle {\vec {F}}=m{\vec {a}}}, unde {\displaystyle {\vec {F}}} este rezultanta forțelor externe, m este masa inertă a corpului (punctului material) și {\displaystyle {\vec {a}}} reprezintă accelerația corpului. Apariția accelerației, la un corp aflat în mișcare, este efectul acțiunii forței, pentru un corp de masă determinată, valoarea ei este direct proporțională cu forța și are aceeași direcție cu aceasta. Din punct de vedere cinematic, accelerația se definește pe baza efectului de modificare a vitezei și se introduce în studiul mișcării mecanice pe baza modelului punctului material aflat într-o mișcare oarecare. Denumirea de accelerație liniară este utilizată cu scopul de a o deosebi de accelerația unghiulară sau areolară. În limbaj comun prin folosirea expresiei accelerație, de regulă, se subînțelege mărimea accelerație liniară

### Vectorul accelerație liniară

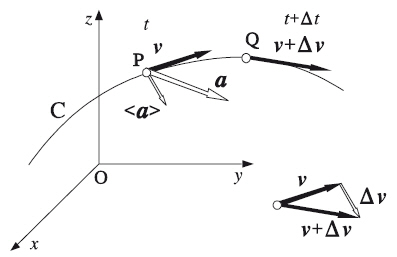
Componente ale mișcării

Pentru definirea vectorului accelerație liniară, se consideră un punct material, aflat în mișcare pe o traiectorie oarecare, notă cu (C) în figura alăturată. Se consideră două momente diferite {\displaystyle t_{1}=t} și {\displaystyle t_{2}=t+\Delta t}, numiți în continuare moment inițial și respectiv moment final, la care punctul material se află în punctul P, respectiv Q. La momentul inițial, vectorul de viteză al punctului material este {\displaystyle {\vec {v}}_{1}={\vec {v}}} iar la momentul final {\displaystyle {\vec {v}}_{2}={\vec {v}}+\Delta {\vec {v}}}, numiți vector de viteză inițială și finală. Calculând variația vectorului viteză, produsă în intervalul de timp {\displaystyle \Delta t}, se construiește vectorul {\displaystyle \Delta {\vec {v}}={\vec {v}}_{2}-{\vec {v}}_{1}}, prezentat în figura alăturată în dreapta, jos. Acest vector este o măsura a schimbării stării de mișcare atunci când punctul material s-a deplasat între cele două poziții. Pentru a caracteriza rata acestei schimbări este nevoie de raportarea lui la intervalul de timp în care se produce modificarea. Cu alte cuvinte, se calculează „viteza” de variație a vectorului viteză. Rezultatul raportării este vectorul accelerație liniară, corespunzător intervalului de timp {\displaystyle \Delta t}.
Suportul vectorului accelerație la un moment dat se află în planul osculator la traiectorie; în același plan, aflându-se de aceeași parte a tangentei ca și versorul normalei principale.
Componentele accelerației sunt:

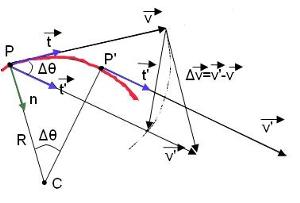
Accelerația normală și accelerația tangențială

- accelerație tangențială: de-a lungul tangentei la traiectorie, având expresia în funcție de abscisa curbilinie s:

{\displaystyle a_{t}={\ddot {s}}}
- accelerație normală: de-a lungul normalei principale, având, în funcție de abscisa curbilinie, expresia:

{\displaystyle a_{n}={\frac {\dot {s^{2}}}{\rho }}}
unde {\displaystyle \rho } este raza de curbură.
Una din formulele lui Frenet este:
{\displaystyle {\frac {d{\vec {t}}}{ds}}={\frac {d{\vec {t}}}{d\theta }}\cdot {\frac {d\theta }{ds}}=\mathbf {C} {\vec {n}}={\frac {\vec {n}}{R}}}
unde s sunt coordonata curbilinie a mobilului;
{\displaystyle {\vec {t}}} este versorul tangentei la traiectorie, în sensul creșterii arcului s (a nu se confunda cu timpul t);
R este raza de curbură;
{\displaystyle d\theta } este unghiul la centru (măsurat în radiani) al coardei de lungime {\displaystyle ds=2R\sin {\frac {d\theta }{2}}}
{\displaystyle \mathbf {C} ={\frac {d\theta }{ds}}} este curbura (gradul de abatere a curbei de la o linie dreaptă)
De aici se deduce:
{\displaystyle {\vec {a}}={\dot {\vec {v}}}={\dot {v{\vec {t}}}}={\dot {v}}{\vec {t}}+v{\dot {\vec {t}}}={\dot {v}}{\vec {t}}+v{\frac {d{\vec {t}}}{ds}}{\dot {s}}=}
{\displaystyle ={\dot {v}}{\vec {t}}+{\frac {v^{2}}{R}}{\vec {n}}=a_{t}{\vec {t}}+a_{n}{\vec {n}}={\vec {a_{t}}}+{\vec {a_{n}}}}
și se obțin relațiile pentru accelerațiile tangențială și normală:
{\displaystyle a_{t}={\dot {v}}={\frac {dv}{dt}}={\frac {d^{2}s}{dt^{2}}}={\ddot {s}}}
{\displaystyle a_{n}={\frac {v^{2}}{R}}}
În mișcarea plană, utilizând coordonatele polare {\displaystyle (r,\theta )} și vectorii corespunzători {\displaystyle {\vec {e}}_{r}} și {\displaystyle {\vec {e}}_{\theta },} expresia accelerației este:
{\displaystyle {\vec {a}}=({\ddot {r}}-r{\dot {\theta }}^{2}){\vec {e}}_{r}+(2r{\ddot {\theta }}+r{\ddot {\theta }}){\vec {e}}_{\theta }}
Proiecțiile accelerației pe {\displaystyle {\vec {e}}_{r}} și {\displaystyle {\vec {e}}_{\theta }}, adică: {\displaystyle {\ddot {r}}-r{\dot {\theta }}^{2}} și {\displaystyle 2r{\ddot {\theta }}+r{\ddot {\theta }},} se numesc accelerație radială, respectiv accelerație transversală.
Factorul {\displaystyle {\ddot {\theta }}} se numește "accelerație unghiulară" și se măsoară în rad/s2.
Accelerația absolută a unui punct material, notată {\displaystyle {\vec {a}}_{a},} este accelerația punctului material în raport cu un sistem de referință fix și este suma vectorială a:
- accelerației relative ({\displaystyle {\vec {a}}_{r}}) accelerația calculată în mișcarea punctului material față de un reper mobil;
- accelerației de transport ({\displaystyle {\vec {a}}_{t}}) accelerația unui punct solidar cu reperul mobil;
- accelerației Coriolis sau accelerației complementare ({\displaystyle {\vec {a}}_{c}}) care este produsul vectorial dintre dublul vitezei unghiulare {\displaystyle \omega } și viteza relativă {\displaystyle {\vec {v}}_{r}.}

Ca urmare:
{\displaystyle {\vec {a}}_{a}={\vec {a}}_{r}+{\vec {a}}_{t}+{\vec {a}}_{c}}

### Accelerație medie
Raportul dintre variația vectorului viteză și intervalul de timp exprimă o accelerație medie și nu valoarea exactă a accelerației într-un moment de timp. În intervalul de timp în care are loc deplasarea punctului material între cele două puncte, vectorul viteză poate să se modifice în valoare și direcție în proporții diferite decât cel calculat pentru momentele final și inițial. Expresia vectorului accelerație liniară medie se scrie sub forma:
{\displaystyle {\vec {a}}_{m}={\frac {{\vec {v}}_{2}-{\vec {v}}_{1}}{t_{2}-t_{1}}}={\frac {\Delta {\vec {v}}}{\Delta t}}}
În figura de mai sus vectorul accelerație este notat prin simbolul {\displaystyle <a>}. Valoarea acestui vector este proporțională cu valoarea variației vectorului vitezei și are direcția paralelă cu aceasta. Cunoașterea accelerației medii, permite cel mult, calcularea variației vitezei pentru intervalul de timp pentru care este dată, dar nu permite calculul exact al deplasării sau al drumului parcurs. Pentru descrierea exactă a stării cinematice pe tot parcursul mișcării este nevoie de cunoașterea cu precizie a vectorului accelerației în orice moment, respectiv în oricare punct de pe traiectorie.

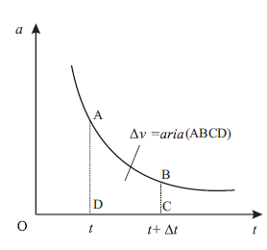
Aria mărginită de curba graficului accelerației

Având în vedere definițiile accelerației medii și a accelerației instantanee se poate exprima accelerația medie și sub forma:
{\displaystyle {\vec {a}}_{m}={\frac {\Delta {\vec {v}}}{\Delta t}}=\lim _{\Delta t_{i}\to 0}{\frac {\sum _{i=1}^{n}{\vec {a}}_{i}\Delta t_{i}}{\sum _{i=1}^{n}\Delta t_{i}}}={\frac {1}{\Delta t}}\cdot \int _{t}^{t+\Delta t}{\vec {a}}dt}
Se poate introduce, ca și în cazul vitezei, o interpretare grafică.
Pentru a determina variația de viteză a mobilului, în condițiile în care accelerația nu este constantă, împărțim intervalul de timp în subintervale pe care accelerația își păstrează valoarea constantă.
Aria fiecărui dreptunghi cu inălțimea a si lățimea {\displaystyle \Delta t_{i}\!} reprezintă chiar variația de viteză mobilului în acest interval de timp.
Sumând acum ariile tuturor dreptunghiurilor elementare, se obține aria de sub curba vitezei
(analog cu situația prezentată în cazul vitezei).
{\displaystyle \Delta v=\int _{t}^{t+\Delta t}a\;dt=aria(ABCD)}
Ca urmare, variația de viteză are semnificația ariei de sub curba a = a(t), în intervalul
de timp finit considerat.
Considerând momentul inițial t = 0, la un moment final oarecare, relația de mai sus se poate scrie pentru cazul general:
{\displaystyle {\vec {v}}(t)={\vec {v}}_{0}+\int _{0}^{t}{\vec {a}}(t)dt,}
unde {\displaystyle {\vec {v}}_{0}} reprezintă viteza inițială a corpului.
În cazul particular, în care accelerația este constantă, iar mișcarea unidimensională, rezultă:
{\displaystyle v(t)=v_{0}+at}
iar 
{\displaystyle {\vec {r}}(t)={\vec {r}}_{0}+\int _{0}^{t}{\vec {v}}(t)dt}
{\displaystyle s(t)=s_{0}+v_{0}t+{\frac {1}{2}}at^{2}}

### Accelerație momentană (instantanee)
Formula accelerației momentane este:
a = lim ∆𝑡→0 ∆𝑣 /∆𝑡 = 𝑑𝑣 /𝑑t

## Formulă dimensională și unități de măsură
Conform analizei dimensionale, formula dimensională pentru accelerație se scrie sub forma:
{\displaystyle [a]={\frac {[v]}{[s]}}=L\cdot T^{-2}}
Adică, dimensiunea fizică a accelerației este lungimea ori timpul la puterea minus doi.
În Sistemul Internațional viteza se măsoară în metri pe secundă iar timpul în secunde, rezultă că unitatea de măsură pentru accelerație este:
{\displaystyle [a]_{SI}={\frac {[v]_{SI}}{[s]_{SI}}}=m\cdot s^{-2}}
În SI, accelerația  se măsoară deci în metru ori secundă la puterea minus doi, sau, altfel: metru pe secunda la pătrat, notat prin m/s2. Accelerația de un metru pe secundă este aceea care într-un interval de timp de o secundă produce o variație a vitezei egală cu un metru pe secundă.
În sistemul de măsuri tolerat, cgs, unitatea de măsură este {\displaystyle [a]_{cgs}={\frac {[v]_{cgs}}{[s]_{cgs}}}=cm\cdot {s}^{-2}}, transformarea dintre cele două unități este dată de relația: {\displaystyle 1m\cdot {s}^{-2}=10^{2}cm\cdot {s}^{-2}} sau reciproc: {\displaystyle 1cm\cdot {s}^{-2}=10^{-2}m\cdot {s}^{-2}}.